# Instituto Internacional de Análise de Sistemas Aplicados
O Instituto Internacional de Análise de Sistemas Aplicados (em inglês: International Institute for Applied Systems Analysis), conhecido pelo acrônimo IIASA, é uma organização internacional de investigação científica multidisciplinar, localizada em Laxemburgo, na Áustria. É considerado um dos maiores think tanks do mundo. Realiza pesquisas nas áreas de demografia, meio ambiente, energia e transição para novas tecnologias.